# Кадийський район
Кадийський район (рос. Кадыйский район) — адміністративно-територіальна одиниця (район) та муніципальне утворення (муніципальний район) на півдні Костромської області Росії.
Адміністративний центр — смт Кадий.

## Історія
Район утворений 25 січня 1935 року у складі Івановської Промислової області. 
З 11 березня 1936 року у складі Івановської області. 13 серпня 1944 року передано до складу Костромської області.

## Населення
| 2002   | 2008  | 2009  | 2010  | 2011  | 2012  | 2013  |
| ------ | ----- | ----- | ----- | ----- | ----- | ----- |
| 10 341 | ↘8279 | ↗8387 | ↘8374 | ↘8320 | ↘8084 | ↘7867 |
| 2014   | 2015  | 2016  | 2017  | 2018  | 2019  | 2020  |
| ↘7681  | ↘7571 | ↘7490 | ↘7304 | ↘7210 | ↘7019 | ↘6888 |